# Aleksandr Borisovič Gol'denvejzer
Aleksandr Borisovič Gol'denvejzer, in russo Александр Борисович Гольденвейзер?, noto anche con la traslitterazione di Alexander Goldenweiser, (Chișinău, 10 marzo 1875 – Mosca, 26 novembre 1961), è stato un compositore e pianista russo.

## Biografia
Studiò al conservatorio di Mosca, allievo di Sergej Taneev e Vasilij Safonov, vincendo la medaglia d'oro come pianista quando si diplomò nel 1897. Si unì al corpo docente del conservatorio poco dopo, e durante la sua lunga carriera di insegnante ebbe numerosi allievi divenuti poi famosi quali Grigorij Ginzburg, Lazar Berman, Samuil Fejnberg, Dmitrij Kabalevskij, Galina Eguiazarova, Nikolaj Petrov, Nikolaj Kapustin, Aleksandr Braginskij, Sulamita Aronovsky, Tat'jana Nikolaeva, Dmitrij Paperno, Oksana Jablonskaja, Nelli Akopjan-Tamarina, Dmitrij Baškirov e molti altri.
La Suite n. 2, op. 17 di Rachmaninov fu dedicata a lui, così come i Frammenti Lirici, op. 23 di Medtner.
Come pianista incise un certo numero di esecuzioni molto apprezzate.
Morì nel 1961, nella zona di Mosca.

## Discografia parziale
- 1961 – Leonid Kogan, violino. Mstislav Rostropovič, violoncello. Il compositore stesso, pianoforte, Piano Trio in Mi minore, op. 31, LP, Melodiya D-9123-4[4]
- 2009 – Jonathan Powell, pianoforte., Skazka (Folk Tale), Op. 39 / Sonata-fantaziya, Op. 37 / Contrapuntal Sketches, Op. 12., CD, Toccata TOCC 044, I Contrapuntal Sketches (Schizzi contrappuntistici) sono stati scritti nel 1930. Con questo lavoro Goldenweiser può forse rivendicare il ruolo di essere stato il primo compositore russo a scrivere una serie di brani polifonici in ciascuna delle tonalità maggiori e minori, che appaiono in questa registrazione.[5]
- Russian Piano School, Vol. 1: Alexander Goldenweiser. Musiche di Tchaikovsky, Arensky, Borodin, Rachmaninoff (anche con G. Ginsburg), Medtner, Goldenweiser, BMG 74321 25173 2, registrazioni originali 1946-1955 da Melodiya. rimasterizzati da NoNoise